# Normy żywienia
Normy żywienia – przyjęta na podstawie badań ilość energii i składników odżywczych wystarczająca zaspokojeniu znanych potrzeb żywieniowych praktycznie wszystkich zdrowych osób w populacji. Spożycie zgodne z określonymi w normach ma zapobiec chorobom z niedoboru energii i składników odżywczych, a także szkodliwym skutkom ich nadmiernej podaży. Należy pamiętać, że normy opracowywane są dla grup ludności, a nie dla poszczególnych osób i przeznaczone są dla ludzi zdrowych. Osoby chore powinny stosować się do zaleceń żywieniowych wyznaczonych przez lekarza specjalistę. Normy żywienia człowieka stosowane są w wielu dziedzinach związanych z żywnością i żywieniem, w tym przede wszystkim w:
- ocenie stanu odżywienia indywidualnego, grupowego i populacyjnego,
- planowaniu posiłków i całodziennego wyżywienia w żywieniu indywidualnym oraz grupowym,
- planowaniu i monitorowaniu podaży żywności w skali krajowej.

Rodzaje norm używanych w Polsce:
- Średnie zapotrzebowanie dla grupy (EAR: ang. Estimated Average Requirement) – pokrywa zapotrzebowanie ok. 50% zdrowych, prawidłowo odżywionych osób  wchodzących w skład grupy.
- Zalecane spożycie (RDA: ang. Recommended Dietary Allowances) – pokrywa zapotrzebowanie ok. 97,5% zdrowych, prawidłowo odżywionych osób wchodzących w skład grup.
- Wystarczające spożycie (AI: ang. Adequate Intake) – uznawana na podstawie eksperymentalnych badań lub obserwacji przeciętnego spożycia żywności przez osoby zdrowe i prawidłowo odżywione za wystarczającą dla prawie wszystkich osób zdrowych  i prawidłowo odżywionych wchodzących w skład grupy. Norma podawana jest wówczas, gdy ustalenie normy na poziomie średniego zapotrzebowania nie jest możliwe.
- Najwyższy "górny" tolerowany poziom spożycia składników mineralnych i witamin, którego nie powinno się przekroczyć (UL: ang. Upper Level Intake) – wprowadzono go ze względu na powszechne stosowanie suplementów diety i żywności wzbogaconej.

Wskazane dzienne spożycie (GDA: ang. Guideline Daily Amount) nie jest normą. Stanowi informację dla konsumentów o ilości energii i składników odżywczych w przeliczeniu na osobę na porcję.